# Diana Blumenfeld
Diana Blumenfeld (ur. 1 kwietnia 1903 w Warszawie, zm. 3 września 1961 w Nowym Jorku) – polska aktorka i piosenkarka żydowskiego pochodzenia, znana głównie z ról w przedwojennych żydowskich filmach i sztukach teatralnych w języku jidysz.

## Życiorys
Urodziła się w Warszawie w rodzinie żydowskiej. Po ukończeniu szkoły średniej oraz kursów pedagogicznych w Warszawie pracowała przez pewien czas jako nauczycielka. W 1924 ukończyła studia dramatyczne w Konserwatorium Warszawskim oraz na kursach Jadwigi Hryniewieckiej. Występowała wyłącznie w teatrach żydowskich, także w trupie objazdowej Jonasa Turkowa.
Podczas II wojny światowej została przesiedlona do getta warszawskiego, gdzie kontynuowała swoją karierę oraz pracowała jako urzędniczka. Grała i śpiewała w Teatrze Eldorado, Femina i Nowym Teatrze Kameralnym oraz na scenie kabaretu Sztuka. Podczas likwidacji getta została wywieziona do obozu zagłady na Majdanku, gdzie doczekała wyzwolenia. 
W 1946 wraz z mężem Jonasem Turkowem wyemigrowała do Ameryki Południowej, a rok później do Nowego Jorku, gdzie mieszkała do końca życia.

## Filmografia
- 1929: W lasach polskich – jako Rachela.
- 1924: Ślubowanie